# Acadèmia de Belles Arts de Sabadell
L'Acadèmia de Belles Arts de Sabadell Fundació Privada és una institució cultural que té per objectiu difondre l'art, principalment la pintura. Creada el 1880, ha difós la pintura de molts artistes.

## El bressol
Quatre anys abans de crear l'Acadèmia de Belles Arts de Sabadell, el 1876, un quants amics es reunien per fer tertúlia i compartir l'afició per la pintura en una sala i alcova d'una casa d'un tartaner anomenat Silvestre, al carrer de Sant Pau de Sabadell. Hi participaven Josep Espinalt i Torres, Josep Margalef, Ramon Quer i Vidal, Antoni Oliver, Vilaseca, Sallarès i els seus deixebles Joan Vila i Cinca, Narcís Giralt i Sallarès, Joan Figueras i Soler i Josep Figueres. L'Acadèmia de Belles Arts de Sabadell la van fundar el 20 de setembre de 1880, a redós de l'Ateneu Sabadellenc, Joan Vila i Cinca, Ramon Quer i Joan Figueras. El primer president fou Antoni Oliver i Turull.

## Els primers anys
El 1882 va tenir lloc la primera exposició pública. Es tracta d'una mostra de pintures i dibuixos que s'instal·là al Saló d'Exàmens dels Escolapis, a l'edifici que avui ocupa l'Ajuntament de Sabadell, a la plaça de Sant Roc. Al balcó, hi fou col·locaren un rètol on, amb lletres daurades, es llegia “Belles Arts”. Andreu Castells ho relata així:
| « | "Foren convidats a aquesta manifestació pintors catalans coneguts com Eliseu Meifrèn, Ramon Martí i Alsina, Santiago Rusiñol, Modest Urgell, Marià Vayreda i Joaquim Mir. La majoria d'obres, però, pertanyen a artistes sabadellencs que ja hem conegut: Joan Vila i Cinca, Ramon Quer Vidal, Joan Figueras Soler, Narcís Giralt, Josep Juliana, Frederic Oliver, Josep Espinalt i Josep Oriol Bernadet. També surten dos nous artistes sabadellencs que fins ara no havíem conegut: Josep Casanovas Clerch i Josep Figueras, així com el barceloní Antoni Coll i Pi, que estigué molt vinculat amb els nostres artistes i la nostra ciutat." | » |

Segons el Diari de Sabadell, en aquesta primera exposició s'hi van poder veure 128 obres i hi van participar Manuel Amell i Jordà, Octavi Beliver, Josep Berga i Boix, Joan Bernadet, Lluís Buxó, Emili Casals i Camps, Josep Casanovas i Clerch, Antoni Coll i Pi, Josep Espinalt, Antoni de Ferrer i Corriol, Josep Figueras i Soler, Joan Figueras i Soler, Francesc Gómez i Soler, Narcís Giralt, Josep Juliana i Albert, Ramir Lorenzale i Rogent, Joan Llopar, Josep M. Marquès i García, Eliseu Meifrèn i Roig, Joaquim Miró, Ramon Martí i Alsina, F. Oliver, Florenci Pedrosa, Jaume Pons i Martí, Ramon Quer i Vidal, Guillem Roca, Joan Rocabert i Aura, Maurici Rovira, Santiago Rusiñol i Prats, Antoni Solà, Pelegrí Talarn, Modest Urgell i Inglada, Marià Vayreda i Vila i Joan Vila Cinca.
El gener de 1887 va organitzar una nova exposició col·lectiva en el saló del segon pis de l'Ateneu Sabadenc, en la qual hi van participar Maria Forrellad, Joan Vila Cinca, Joan Figueras i Soler, Ramon Quer, Josep Espinalt, Frederic Oliver i Buxó, Llonch, Francesc Pulit i Tiana, Renom, Marian Burguès i Serra, Llorenç Lladó i Julià, Narcís Soler, Josep i Joan Calsina, Tiano, Duran i Miquel Sallarès i Mas.
L'any 1891 l'Acadèmia es va constituir en societat artística i s'hi van afegir nous artistes. Es va nomenar una nova junta de govern formada per Narcís Giralt (president), Josep Masagué (vicepresident), Tomàs Salas (tresorer), Francesc Pulit Tiana (tresorer), Joan Figueras Soler (director artístic), Llorenç Lladó (suplent) i Joan Vila Cinca (suplent).
L'any 1902 l'Acadèmia intervingué en l'acord amb el Gremi de Fabricants per crear l'Escola Industrial d'Arts i Oficis, amb la col·laboració de la Caixa d'Estalvis de Sabadell i l'Ajuntament. El 1915, la naixent Agrupació Artística s'integrà a l'Acadèmia i la renovà amb una nova vitalitat. És llavors, 1920, quan es creà la primera Associació de Música de Catalunya. L'Acadèmia inicià una vertadera lluita per a la salvació del patrimoni urbanístic de la ciutat.
L'any 1921 l'Acadèmia va obrir un nou local suplementari a les sales de la finca que la societat La Gremial tenia a la Rambla. Al setembre s'iniciaven els treballs d'habilitació i ornamentació amb una gran sala "peixera" i tres dependències interiors destinades a biblioteca, sala de música i sala de juntes.
El 1930 l'Acadèmia de Belles Arts de Sabadell impulsà la creació, juntament amb altres estaments ciutadans, del Museu de la Ciutat, embrió avui dels museus municipals de Sabadell –Museu d'Història (MHS)i Museu d'Art (MAS)– i del Museu Paleontològic.
Als anys vint i trenta hi van exposar, entre d'altres: Joan Baptista Acher (1925), Adolfo Fargnoli Janetta (1925 i 1929), Francesc Vidal i Palmada (1930), Francesc d'Assís Planas Dòria (1931 i 1935), Joan Vila i Cinca (1932), Rafael Salvà i Balaguer (1935), Joan Vila i Puig (1935), Carles Rosich i Domènec (1936), Rafael Durancamps i Folguera (1936), Feliu Elias i Bracons (1936), Manuel Esteve i Humbert (1936), Àngela Muns i Blanchard (1936).

## La consolidació
Després de la Guerra Civil, l'entitat va continuar creixent i esdevingué senyera de l'activitat artística a Sabadell. Més endavant, al final dels anys 1950 l'Acadèmia esperonà les Edicions Riutort, les biennals, el Grup Gallot i la Sala d'Art Actual, per on passarin artistes com Lucio Fontana, Joan Josep Tharrats, Romà Vallès, entre d'altres. A mitjan anys 1960 l'Acadèmia es traslladà definitivament a un nou local, al passeig de Manresa (on té la seu actual), i Camil Fàbregas executà el mural escultòric de l'entrada i Antoni Vila Arrufat en dissenyà els espais.
Del 1956 fins al 1965 en el si de l'Acadèmia, Andreu Castells i David Graells van editar Riutort, una revista d'arts i lletres.
A començaments dels anys 1970 van començar a funcionar a l'Acadèmia les anomenades aules (l'Aula de Teatre, l'Aula de Cinema, l'Aula de Música i l'Aula de Cultura). Les aules, formades per col·lectius, impulsaren diverses activitats artístiques i culturals. Amb la creació de la Sala Tres (1972-78), Sabadell es posicionà com a espai alternatiu català en la presentació de noves experiències estètiques, sobretot d'art conceptual. Ho mostra l'exposició "La Sala Tres", que es va fer l'any 2007, on es podia veure una representació d'alguns dels artistes que als anys 70 van ser promocionats en aquest espai.
El mes de maig del 2000, poc abans que celebrés els 120è aniversari de l'entitat, l'Acadèmia passà a constituir-se com a fundació privada, de manera que esdevingué propietària de la seu social i es beneficià dels avantatges fiscals que reben les entitats fundacionals.
Amb la celebració del 125è aniversari, l'Acadèmia va organitzar una exposició del seu fons d'art, en la qual es van poder obra de Pere Almirón, Josep Amat, Nati Ayala, Joan Bermúdez, Francesc Bernaldo, A. Bolivar, Pepita Brossa, Lluis Clapés, Josep Domènech, Pere Elies, Ramiro Fernández, Benet Ferrer, David Graells, Santi Gueran, Joan Hernández-Pijuan, Miguel Magem, Dionís Martinez Romeo, Joaquim Montserrat, Gabriel Morvay, Ramon Noè, Albert Novellón, Axel Oliveres, Xavier Oriach, Assumpció Oristrell, Pep Sallés, Pere Sanromà, Fidel Trias, Antoni Taulé, Romà Vallès, Daniel Vázquez Diaz, Antoni Vila Arrufat, Joan Vila Puig, Joan Vilacasas, Josep Vilalta, Oriol Vilapuig, Anna Vilarrúbies i Màrius Vilatobà.

## Actualitat
Els objectius actuals de l'Acadèmia de Belles Arts de Sabadell Fundació Privada són continuar duent endavant l'ideal dels seus fundadors, el nom de la ciutat i el dels artistes. Els eixos vertebradors de l'Acadèmia actualment són: les exposicions d'art (a les tres sales de què disposa l'entitat: Sala I, Sala II i el Cub d'Assaig, destinada a la promoció d'artistes joves), els tallers de formació artística i l'auditori (on té lloc una temporada musical que aposta pels joves músics)., així com també s'hi representen obres de teatre de companyies externes i de la pròpia de la Acadèmia de Belles Arts de Sabadell.